# Алтай-Барнаул
Алтай-Барнаул — женская команда по хоккею на траве из города Барнаула. Основана 7 мая 1977 года. Выступает в высшем дивизионе чемпионата России — Суперлиге.

## Предыдущие названия
- «Буревестник» — 1977—1979 годы,
- «Спартак» — 1979—1981 годы,
- «Коммунальщик» — 1981—2013 годы,
- «Алтай-Барнаул» — с 2014 года[1].

## История
В 1977 году Владимиром Кобзевым на базе на Алтайского госуниверситета была организована женская команда по хоккею на траве — Буревестник. В 1979 году команда дебютировала в Первенстве РСФСР (зона «Сибирь»), фактически — второй лиге СССР, и заняла там последнее место. Однако, уже в 1981-1983 годах она стабильно заканчивает молодёжное первенство СССР на 2-м месте, а в 1984 году впервые получает золотые медали среди молодёжных команд, а во взрослом первенстве РСФСР — «бронзу».
В 1985 году Коммунальщик выходит в Первую лигу СССР и с тех пор становится бессменным участником и призёром всех российских соревнований в этом виде спорта. С 1992 года — участвует в Высшей лиге чемпионата России. В 1998 году Коммунальщик выходит в финал Кубка России и получает право побороться за Еврокубок. В 1999 году клуб участвует в розыгрыше Кубка обладателей Кубков Европейских стран в Барселоне и занимает 7-8 места в группе «А». После этого итальянские тележурналисты, впечатлённые фактом существования подобного клуба в Сибири, снимают фильм о «Коммунальщике» для одного из европейских спутниковых каналов.
В 2002 году на барнаульском стадионе «Коммунальщик» было постелено искусственное травяное покрытие и клуб впервые после долгого перерыва смог принять домашний тур. В 2004—2007 годах команда стабильно получает «бронзу» в Чемпионате России, а, кроме того, в 2004 и 2006 годах выигрывает «золото» молодёжного первенства. В 2006 году Коммунальщик участвует в розыгрыше Кубка обладателей Кубков Европейских стран в Виллафранке (Италия) и занимает 3-4 места в дивизионе «Trophy».
В 2009 году «Коммунальщик» стал победителем Кубка кубков в дивизионе «Трофи».
Традиционно Коммунальщик является «поставщиком» хоккеисток в сборные команды России разных возрастов. Одно из высших достижений спортсменок Коммунальщика в рядах национальной сборной страны принадлежит МСМК Наталье Вершининой (1999 год, 4-е место на Чемпионате Европы в составе сборной России). В 2006 году молодёжная сборная страны (до 21 года), выступавшая на Первенстве Европы в Вильнюсе, имела в своих рядах семь хоккеисток Коммунальщика, а главным тренером был барнаулец Владимир Кобзев.

## Женское регби
В 1989 году Владимир Кобзев организовал в «Коммунальщике» первую в СССР команду по женскому регби. Этот состав был приглашён на всемирный фестиваль регби в городе Крайстчерч (Новая Зеландия) и на турнире женских команд занял 4-е место из 15 (соперницами были регбистки США, Новой Зеландии, Японии, Голландии и т. д.).
В последующие годы регбистки «Коммунальщика» выступали на коммерческих турнирах, в соревнованиях лиги «Азия», объединявшей клубы России, Казахстана и Узбекистана, а также в Чемпионате России. Регбийная команда была распущена в 2005 году.

## Достижения

### Хоккей на траве
| Сезон | Место                                                                                                  |
| 1984  | 3 место в Первенстве РСФСР.                                                                            |
| 1985  | 3 место в Первенстве РСФСР. Выход в первую лигу СССР.                                                  |
| 1998  | Финал Кубка России. Выход в Еврокубок.                                                                 |
| 2004  | 3 место — Бронзовые медали чемпионата России.                                                          |
| 2005  | 3 место — Бронзовые медали чемпионата России. Финал Кубка России. Выход в Еврокубок.                   |
| 2006  | 3 место — Бронзовые медали чемпионата России. 3-4 места в дивизионе «Трофи» европейского Кубка Кубков. |
| 2007  | 3 место — Бронзовые медали чемпионата России.                                                          |
| 2008  | Финал Кубка России. Выход в Еврокубок.                                                                 |
| 2009  | 3 место — Бронзовые медали чемпионата России. Выигрыш Кубка кубков (дивизион «Трофи»).                 |

### Регби
| Сезон | Место |
| 1990  | 4- место (из 15) в регби-фестивале, Крайстчерч, Новая Зеландия — первый выезд советской женской команды за рубеж. |
| 1991  | 1-е место на турнире «Berliner SV 92», Берлин, Германия.                                                          |
| 1992  | 3-е место на турнире, посвящённом 100-летию клуба «Berliner SV 92».                                               |
| 1993  | Чемпионы лиги «Азия».                                                                                             |
| 1994  | Чемпионы лиги «Азия».                                                                                             |